# Будурешть
Будурешть, Будурешті (рум. Budurăști) — село у повіті Вилча в Румунії. Входить до складу комуни Стоєнешть.
Село розташоване на відстані 172 км на північний захід від Бухареста, 18 км на захід від Римніку-Вилчі, 94 км на північ від Крайови, 127 км на південний захід від Брашова.

## Населення
За даними перепису населення 2002 року у селі проживали 215 осіб, усі — румуни. Усі жителі села рідною мовою назвали румунську.